# Cristoforo Alasia de Quesada
Cristoforo Alasia de Quesada   (Sàsser, 21 de novembre de 1869 - Savona, 19 de novembre de 1918) va ser un matemàtic italià.

## Vida i obra
Alasia va estudiar a les universitats de Torí (amb els professors Enrico D'Ovidio i Giuseppe Peano), Cagliari i Roma (amb el professor Luigi Cremona). El 1893 va començar la seva carrera acadèmica com a professor de matemàtiques en diferents instituts de secundària a Sàsser, Tempio Pausania, Oristany, Ozieri, Bríndisi i, finalment, a Albenga.
Alasia va ser molt conegut a començament del segle XX per haver estat el fundador de Le Matematiche Pure e Applicate, una revista dedicada a la millora del coneixement científic dels professors de matemàtiques.